# 烏帕那亞那

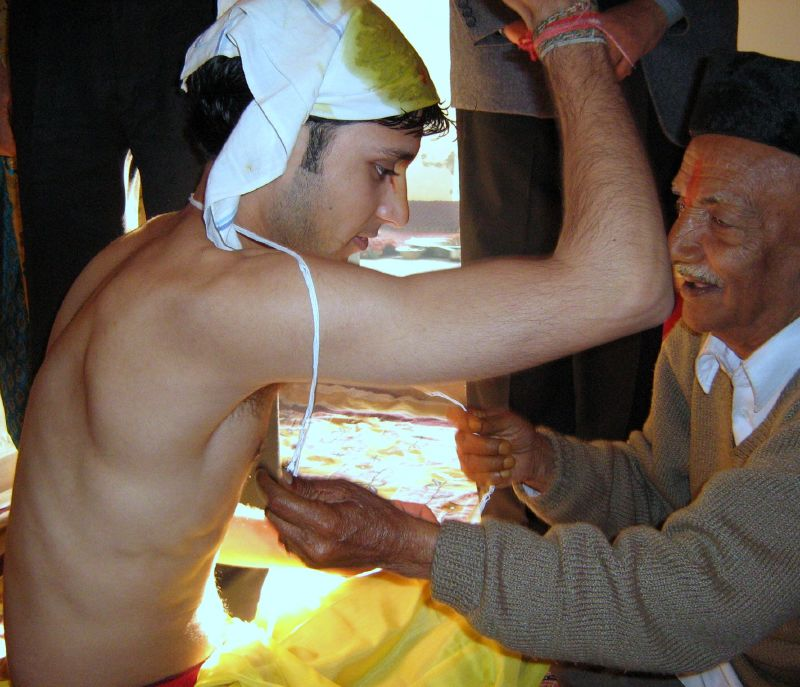
乌帕那亚那仪式剪影

烏帕那亞那，是印度教再生族進行的一種入法禮，通過這儀式他們經歷一次精神上和智力上的出生，被正式承認為印度教徒，並開始一個新的和有紀律的生活。這也可以說是婆羅門男性最重要的儀式，確保了他作為婆羅門的權利和責任，並標誌著他成年和童年結束。
這儀式一般在12歲前進行(婆羅門8歲、剎帝利11歲、吠舍12歲)，而主持這儀式的老師會給予學生一條綿線，象徵著提醒學生他在學校的目的，也是學生作為再生族的社會標誌，之後學生進入梵行期隨老師學習至25歲。